# Індекс Коші
Індекс Коші — в математичному аналізі це ціле число асоційоване з раціональною функцією на проміжку з її області визначення.
Використовується зокрема в теоремі Рауса — Гурвіца, яка знаходить кількість коренів в лівій і правій половинах комплексної площини.

## Означення
- Індекс Коші початково був означений Коші в 1837 для полюса s раціональної функції r використовуючи односторонні границі як:

{\displaystyle I_{s}r={\begin{cases}+1,&\displaystyle \lim _{x\uparrow s}r(x)=-\infty \;\land \;\lim _{x\downarrow s}r(x)=+\infty ,\\-1,&\displaystyle \lim _{x\uparrow s}r(x)=+\infty \;\land \;\lim _{x\downarrow s}r(x)=-\infty ,\\0,&{\text{otherwise.}}\end{cases}}}
- Узагальнення для відрізку [a,b] досить просте (якщо ні a ні b не є полюсами r(x)): це сума індексів Коші {\displaystyle I_{s}} для r для кожного полюса s на відрізку.  Позначається {\displaystyle I_{a}^{b}r}.
- Можна узагальнити для проміжків виду {\displaystyle [-\infty ,+\infty ]} оскільки кількість полюсів r є скінченною (обчислюючи границю індексу Коші для [a,b] при прямуванні a та b до нескінченності).

## Приклад
- Розглянемо раціональну функцію:

{\displaystyle r(x)={\frac {4x^{3}-3x}{16x^{5}-20x^{3}+5x}}={\frac {p(x)}{q(x)}}.}

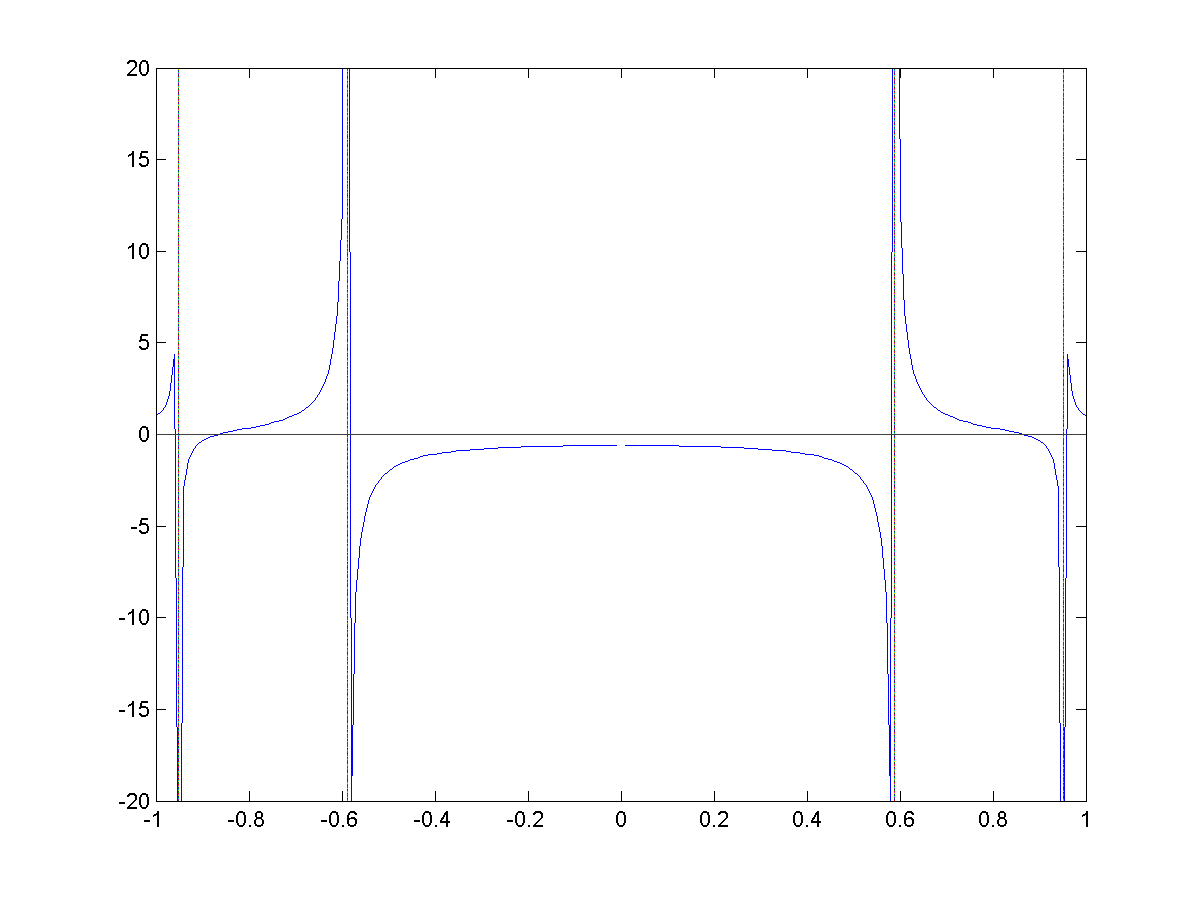
Деяка раціональна функція

Де p(x) та q(x) відповідно поліноми Чебишова степенів 3 та 5.  Тоді, r(x) має полюси {\displaystyle x_{1}=0.9511,x_{2}=0.5878,x_{3}=0,x_{4}=-0.5878} та {\displaystyle x_{5}=-0.9511}, тобто {\displaystyle x_{j}=\cos((2i-1)\pi /2n)} для {\displaystyle j=1,...,5}.
З графіку функції бачимо, що {\displaystyle I_{x_{1}}r=I_{x_{2}}r=1} та {\displaystyle I_{x_{4}}r=I_{x_{5}}r=-1}.
Для полюсу в нулі, маємо {\displaystyle I_{x_{3}}r=0} оскільки ліва і права границі рівні (оскільки p(x) теж має нульовий корінь).  
Отже {\displaystyle I_{-1}^{1}r=0=I_{-\infty }^{+\infty }r} оскільки q(x) має лише 5 коренів, і усі в [−1,1].
Ми не можемо використати тут теорему Рауса-Гурвіца, оскільки комплексний многочлен f(iy) = q(y) + ip(y) має корені на уявній осі (в початку координат).